# Kanton Lourdes-Est
Der Kanton Lourdes-Est war von 1973 bis 2015 ein französischer Wahlkreis im Arrondissement Argelès-Gazost, im Département Hautes-Pyrénées und in der Region Midi-Pyrénées; sein Hauptort war Lourdes.

## Gemeinden
Der Kanton bestand aus 26 Gemeinden und den östlichen Vierteln der Stadt Lourdes (angegeben ist die Gesamteinwohnerzahl, im Kanton lebten etwa 7000 Einwohner der Stadt). 
| Gemeinde             | Einwohner Jahr | Fläche km² | Bevölkerungsdichte | Postleitzahl | Code INSEE |
| -------------------- | -------------- | ---------- | ------------------ | ------------ | ---------- |
| Arcizac-ez-Angles    | 254 (2013)     | –          | – Einw./km²        | 65100        | 65020      |
| Arrayou-Lahitte      | 108 (2013)     | –          | – Einw./km²        | 65100        | 65247      |
| Arrodets-ez-Angles   | 109 (2013)     | –          | – Einw./km²        | 65100        | 65033      |
| Artigues             | 21 (2013)      | –          | – Einw./km²        | 65100        | 65038      |
| Berbérust-Lias       | 58 (2013)      | –          | – Einw./km²        | 65100        | 65082      |
| Bourréac             | 92 (2013)      | –          | – Einw./km²        | 65100        | 65107      |
| Cheust               | 83 (2013)      | –          | – Einw./km²        | 65100        | 65144      |
| Escoubès-Pouts       | 99 (2013)      | –          | – Einw./km²        | 65100        | 65164      |
| Gazost               | 143 (2013)     | –          | – Einw./km²        | 65100        | 65191      |
| Ger                  | 190 (2013)     | –          | – Einw./km²        | 65100        | 65197      |
| Germs-sur-l’Oussouet | 100 (2013)     | –          | – Einw./km²        | 65200        | 65200      |
| Geu                  | 175 (2013)     | –          | – Einw./km²        | 65100        | 65201      |
| Gez-ez-Angles        | 29 (2013)      | –          | – Einw./km²        | 65100        | 65203      |
| Jarret               | 292 (2013)     | –          | – Einw./km²        | 65100        | 65233      |
| Julos                | 345 (2013)     | –          | – Einw./km²        | 65100        | 65236      |
| Juncalas             | 178 (2013)     | –          | – Einw./km²        | 65100        | 65237      |
| Les Angles           | 123 (2013)     | –          | – Einw./km²        | 65100        | 65011      |
| Lézignan             | 362 (2013)     | –          | – Einw./km²        | 65100        | 65271      |
| Lourdes              | 14.644 (2013)  | –          | – Einw./km²        | 65100        | 65286      |
| Lugagnan             | 153 (2013)     | –          | – Einw./km²        | 65100        | 65291      |
| Ossun-ez-Angles      | 44 (2013)      | –          | – Einw./km²        | 65100        | 65345      |
| Ourdis-Cotdoussan    | 50 (2013)      | –          | – Einw./km²        | 65100        | 65348      |
| Ourdon               | 8 (2013)       | –          | – Einw./km²        | 65100        | 65349      |
| Ousté                | 37 (2013)      | –          | – Einw./km²        | 65100        | 65351      |
| Paréac               | 62 (2013)      | –          | – Einw./km²        | 65100        | 65355      |
| Saint-Créac          | 96 (2013)      | –          | – Einw./km²        | 65100        | 65386      |
| Sère-Lanso           | 51 (2013)      | –          | – Einw./km²        | 65100        | 65421      |

## Bevölkerungsentwicklung
a) der Kanton ohne die östlichen Viertel der Stadt Lourdes
| 1962 | 1968 | 1975 | 1982 | 1990 | 1999 | 2006 |
| ---- | ---- | ---- | ---- | ---- | ---- | ---- |
| 3037 | 2804 | 2560 | 2671 | 2835 | 2954 | 3230 |

b) der Kanton mit den östlichen Vierteln der Stadt Lourdes
| 1999   | 2006   |
| ------ | ------ |
| 10.306 | 10.795 |